# Andy McKee
Andy McKee, né le 4 avril 1979 à Topeka (Kansas), est un guitariste américain particulièrement connu pour intégrer de manière prédominante le tapping dans son jeu.
Il est actuellement sous contrat avec la maison de disques américaine Candyrat Records. Son style de jeu et ses compositions l'ont rendu très populaire auprès des fans de tapping et de picking. Fin 2006, une performance en live de son titre phare Drifting obtient une notoriété considérable sur la plateforme de vidéos en ligne YouTube et sur le site MySpace, la vidéo ayant été vue par plusieurs dizaines de millions d'utilisateurs. Celle-ci se trouve ainsi rapidement propulsée dans le classement de tête des vidéos musicales les plus regardées de tous les temps sur internet. Une poignée d'autres chansons d'Andy McKee connaissent également un grand succès sur YouTube, telles que Rylynn et Africa (reprise du groupe Toto), toutes les deux dépassant en vidéo le score de 20 000 000 de visionnages.

## Vie et Carrière
Andy McKee commence à jouer de la guitare lorsque son père lui offre une Aria avec des cordes en nylon pour le jour de son 13e anniversaire. Plutôt déçu par ses cours de guitare, c'est son cousin (qui joue lui-même de la guitare électrique) qui le pousse à continuer et l'emmène voir, pour ses 16 ans, Preston Reed en concert. Peu de temps après, Andy achète une cassette d'apprentissage de Reed et perfectionne rapidement sa technique musicale à la guitare. La même année, il obtient son GED, ce qui lui permet de se focaliser dorénavant sur la musique plutôt que poursuivre des études supérieures. C'est notamment au cours de cette période qu'il découvre un grand nombre de guitaristes solistes actuels, tels Michael Hedges, Billy McLaughlin et Don Ross, dont Andy revendique l'influence musicale.

### Nocturne (2001)
En 2001, Andy McKee sort son premier album, Nocturne. La même année, il se place 3e lors de la National Fingerstyle Guitar Competition qui se déroule à Winfield au Kansas. En 2003, il se produit à Taïwan avec à ses côtés Jacques Stotzem, Isato Nakagawa et Masaaki Kishibe, puis gagne la première place du Miscellaneous Acoustic Instrument Contest of the Kansas State Fiddling and Picking Championships à l'aide d'une guitare-harpe Ron Spillers qu'il acheta à Stephen James Bennett en 2002. Cet instrument est fréquemment employé dans ses compositions, notamment dans Into The Ocean et Gates Of Gnomeria.
L'album Nocturne n'est cependant tiré qu'à 1000 exemplaires.

### Dreamcatcher (2004)
Le second album d'Andy McKee, Dreamcatcher, sort en 2004. Il contient, entre autres, la reprise de Toto Africa ainsi que The Friend I Never Met, une chanson dédiée à Michael Hedges. La même année, il se place cette fois-ci 2e au Fingerstyle Guitar Competition of the Canadian Guitar Festival. En raison du succès croissant des chansons qui en sont extraites sur YouTube et jouées en live par Andy, l'album est ré-édité par le label d'Andy McKee quelque temps plus tard.

### Art of Motion (2005)
Le troisième album d'Andy McKee, Art of Motion, sort en novembre 2005 sur le label Candyrat Records. Grâce à ce dernier, il se voit reconnu par ses pairs et collègues guitaristes célèbres comme Don Ross, qu'il admire et qui se trouve être publié par la même maison de disques. La plupart des compositions qui l'ont rendu célèbre sur YouTube font partie de cet album, ainsi que quelques-unes extraites de Dreamcatcher.

### Gates Of Gnomeria (2007)
Andy McKee connaissant à cette époque son pic de popularité sur Internet, il décide retourner en studio enregistrer son 4e album, Gates Of Gnomeria. Celui-ci contient six nouvelles chansons, dont trois déjà mises en ligne : la chanson-titre Gates Of Gnomeria ainsi que deux autres reprises. McKee passe la majorité de l'année 2008 à se produire partout dans le monde, la promotion de sa collaboration avec Don Ross étant principalement assurée par le titre The Thing That Came From Somewhere. La même année, il sort un DVD avec Antoine Dufour, chacun des deux artistes jouant huit compositions personnelles, deux d'entre elles proviennent de Gates Of Gnomeria.

### Joyland (2010)
En mai 2009, Andy McKee annonce qu'il terminera ses prochaines tournées à la fin de l'année afin de se focaliser sur son nouvel album qui devrait sortir début 2010. En juillet 2009 on apprend que l'album s'intitulera peut-être Joyland, contrairement à la première proposition Music For A Vacant Amusement Park. L'album est finalisé en novembre 2009. Il sort le 23 mars 2010 sur iTunes et est dans les bacs le 30 mars. Joyland est sorti sur Razor & Tie Records. Andy McKee y a incorporé deux reprises : Layover de Michael Hedges et Everybody Wants To Rule The World du groupe Tears for Fears, qui est, selon McKee, l'une de ses chansons préférées des années 80.
L'album contient également un DVD, avec notamment quatre performances vidéo inédites. Ces quatre vidéos peuvent être visionnées sur YouTube.
- "Never Grow Old"
- "Everybody Wants to Rule the World"
- "Hunter's Moon"
- "Joyland"

## Discographie
| Album Title       | Year |
| ----------------- | ---- |
| Nocturne          | 2001 |
| Dreamcatcher      | 2004 |
| Art of Motion     | 2005 |
| Gates of Gnomeria | 2007 |
| Joyland           | 2010 |